# دانشگاه خودمختار گابریل رنه مورنو
دانشگاه خودمختار گابریل رنه مورنو (به اسپانیایی: Universidad Autónoma Gabriel René Moreno) یک دانشگاه در بولیوی است که در سانتا کروس د لا سیرا (بولیوی) واقع شده‌است.